# Holland Norway Lines

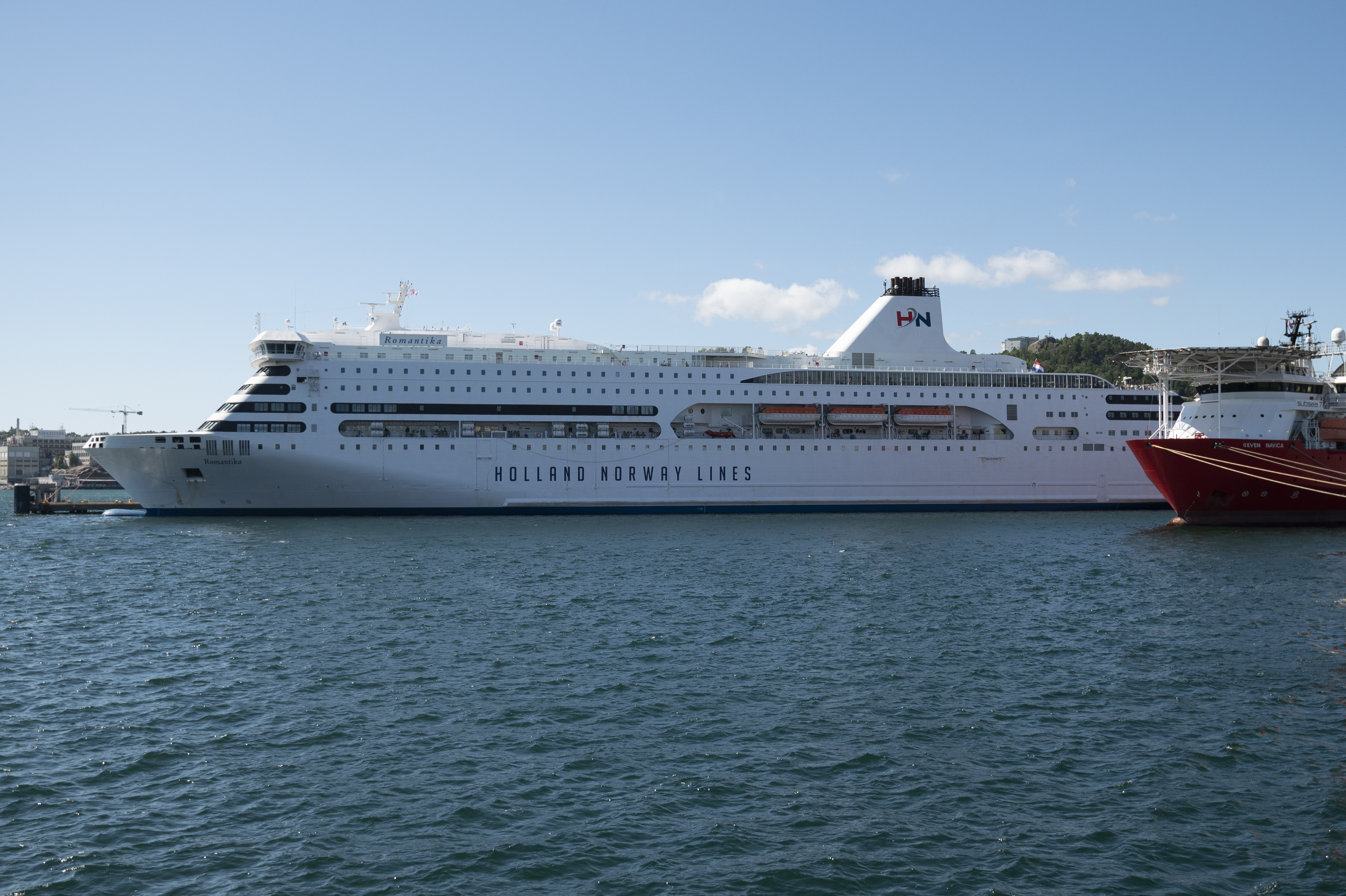
Romantika i Kristiansand

Holland Norway Lines var ett nederländskt färjerederi mellan 2020 och 2023 som bedrev passagerar- och bilfärjetrafik från  Eemshaven i Nederländerna samt senare Cuxhaven och Emden och Tyskland till Kristiansand i Norge. Rederiet chartrade fartyget M/S Romantika från Tallink för en planerad tre årsperiod med en eventuell två års förlängning.
Rederiet bildades av Bart Cunnen och Patrick America. Den 30 augusti 2023 pausades verksamheten efter ekonomiska problem, och gick i konkurs den 4 september 2023. Chartern av Romantika avbröts den 1 september 2023.
Efter att de hade återkommande problem med att lägga till i hamnen i Eemshaven flyttade fartyget rutten tillfälligt under 2023 till Cuxhaven och därefter till Emden.